# Yoshito Terakawa
Yoshito Terakawa (寺川 能人 Terakawa Yoshito?), född 6 september 1974 i Hyōgo prefektur, är en japansk före detta fotbollsspelare.
Terakawa började sin karriär 1993 i Yokohama Marinos. Med Yokohama Marinos vann han japanska ligan 1995. 1999 flyttade han till JEF United Ichihara. Efter JEF United Ichihara spelade han för Albirex Niigata, Oita Trinita, Shonan Bellmare och FC Ryukyu. Han avslutade karriären 2012.